# Црква Преноса моштију Светог Николаја у Лугавчини
Храм Светог Николе је православни храм Епархије браничевске Српске православне цркве у селу Лугавчина.

## Историјат
Радове на изградњи цркве је 29. марта 2012. године обишао и Томислав Николић, председник Српске напредне странке кандидат за председника Републике, заједно са председником црквеног одбора Живорадом Дабићем.
Дана 11. маја 2013. године, освећени су крстови и црквена звона од стране епископа браничевског др Игнатија уз саслужење 11 свештеника, а међу присутнима је био и директор Канцеларије за сарадњу с црквама и верским заједницама др Милета Радојевић.
На име суфинансирања радова, Град Смедерево је 2016. године исплатио 100.000 динара за малтерисање храма.